# Equipe neozelandesa na Copa Davis
A equipe neozelandesa na Copa Davis representa a Nova Zelândia na Copa Davis, principal competição de tênis masculina por equipes do mundo. É administrada pela Tennis New Zealand.
Até 1922, competiu como Australásia, em conjunto com a Austrália.